# Коэлью, Жозе Диаш
Жозе́ Ди́аш Коэ́лью (порт. José Dias Coelho, 19 июня 1923 — 19 декабря 1961) — португальский художник и скульптор, антифашист, видный деятель Коммунистической партии Португалии.

## Биография
С 1942 года учился в Школе изящных искусств Лиссабона, после первого курса архитектурного факультета, перешёл на изучение скульптуры.
Присоединился к Антифашистскому академическому фронту, а в 1946 году — к Молодёжному движению демократического единства. С 1947 года участвовал в различных студенческих протестах и демонстрациях, в 1949 году вступил в Португальскую коммунистическую партию, вскоре был арестован властями режима после участия в попытке выдвинуть в президенты как демократического кандидата Жозе Нортона ди Матуша. В 1952 году участвовал в протестах против саммита НАТО в Португалии.
В 1952 году был исключён из Высшей школы изобразительного искусства с запретом обучения в любом вузе Португалии.
С 1959 года действовал в подполье, создал мастерскую по подделке документов, занимался созданием художественных листовок, которые освещали деятельность коммунистического подполья.
Один из организаторов общих выставок изобразительного искусства, организованных Национальным обществом изобразительных искусств.
Коэлью был застрелен на улице Лиссабона 19 декабря 1961 года агентом ПИДЕ Антониу Домингешем из опергруппы Жозе Гонсалвиша (идентификацию личности убитого произвёл Фернанду Говейя).
В 1972 году Зека Афонсу написал песню «Смерть на улице» (порт. A Morte Saiu à Rua) в память о Жозе Диаше.
В 1977 году, после Революции гвоздик, бывший агент ПИДЕ Домингеш был приговорён к 3 годам 9 месяцам тюрьмы за «непреднамеренное убийство» Диаша Коэлью.